# Ptilotus manglesii
Ptilotus manglesii är en amarantväxtart som först beskrevs av John Lindley, och fick sitt nu gällande namn av Ferdinand von Mueller. Ptilotus manglesii ingår i släktet Ptilotus och familjen amarantväxter. Inga underarter finns listade i Catalogue of Life.

## Bildgalleri

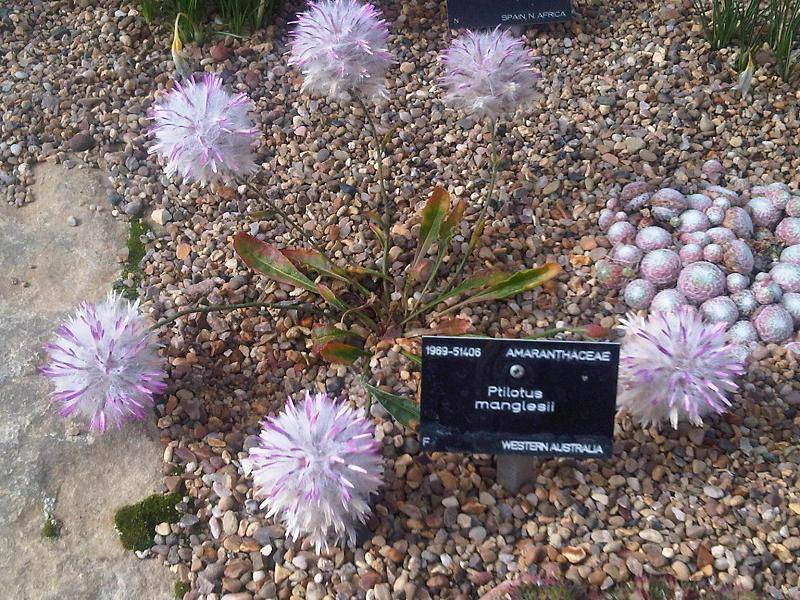
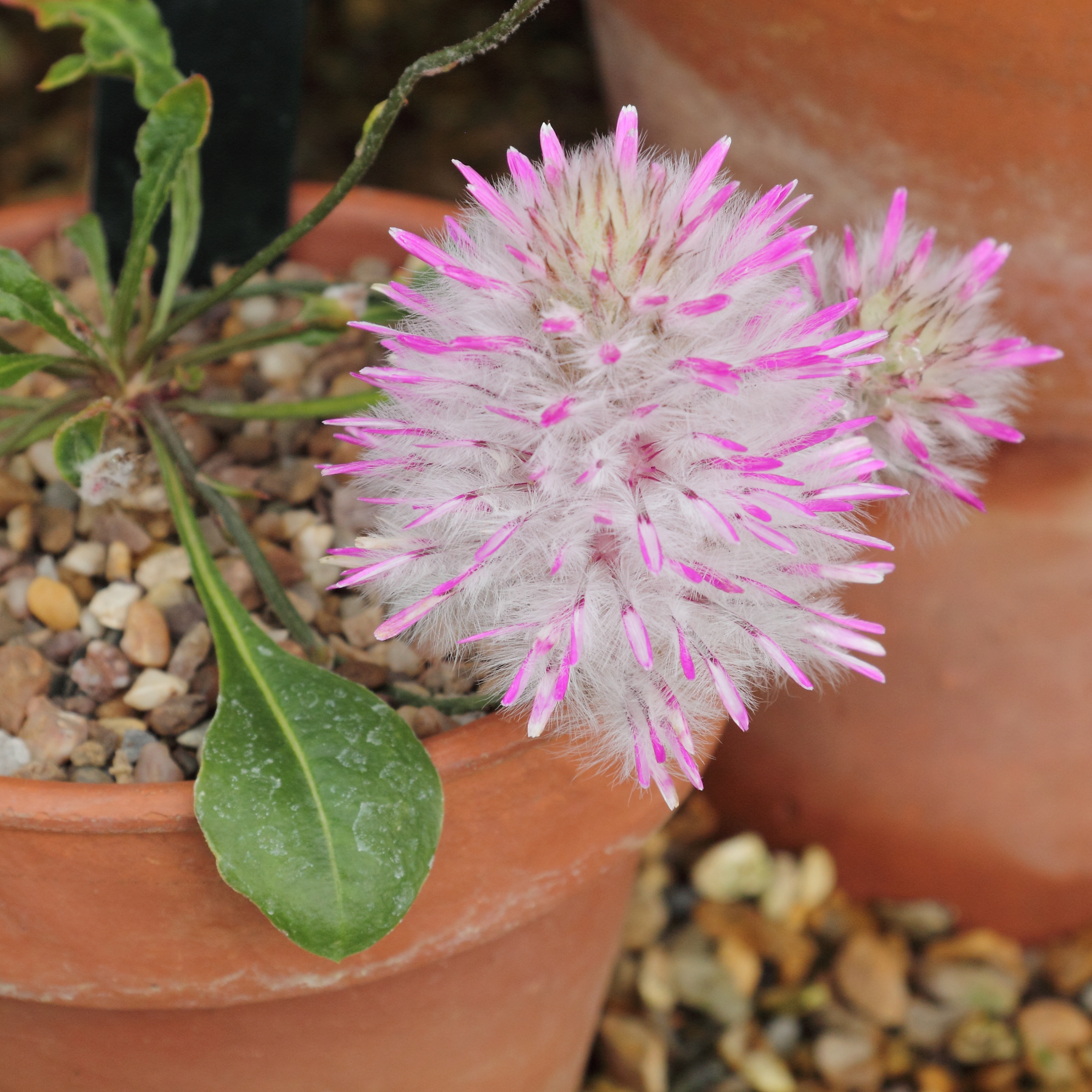